# Caparaçon

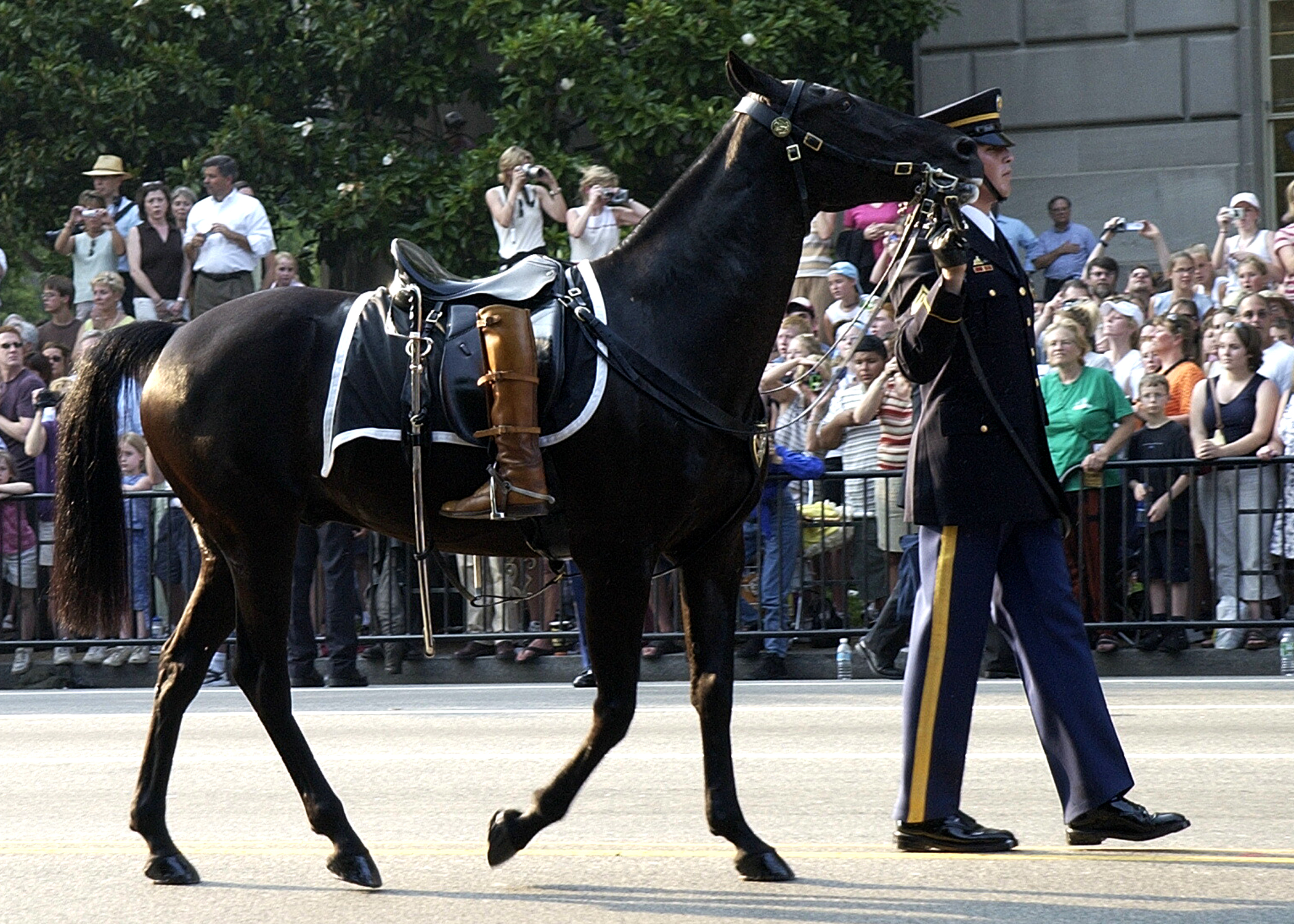
Cheval équipé d'un caparaçon d'ornement lors d'une cérémonie de l'US Navy

Le caparaçon (de l'espagnol : caparazón) est une housse d'ornement dont on revêt les chevaux montés ou attelés dans les cérémonies.
Le caparaçon est également un tablier de cuir, de laine, etc., destiné à protéger le dos du cheval contre la pluie, les mouches, etc.

## Présentation
Le mot caparaçon, qui s’écrivait aussi autrefois caparasson, n'est pas antérieur à l'extrême fin du XVe siècle et a peut-être un lien avec le mot carapace qui aurait subi une interversion syllabique ; on disait auparavant couverture ou housse. Il désigne une pièce de tissu d'une certaine épaisseur, recouvrant les chevaux lors des cortèges ou des combats. Il existe deux sortes de caparaçon :
- le caparaçon d'ornement, housse utilisée pour les cérémonies qui n'est pas destinée à protéger le cheval et qui existait déjà dans l'antiquité[2]
- et le caparaçon de protection pour les chevaux de guerre muni de bardes d'acier[2]. Dans ce cas, il fait partie de l'armement des chevaliers.

Le caparaçon comprend le caparaçon proprement dit, le cervical ou la cervicale qui couvre le cou du cheval, la têtière et le chanfrein (devant de la tête du cheval). Dans l'antiquité gréco-latine  le caparaçon est une simple peau de bête jetée sur le cheval (épiblèma, ephippium), dont les pattes se croisent sur le poitrail.

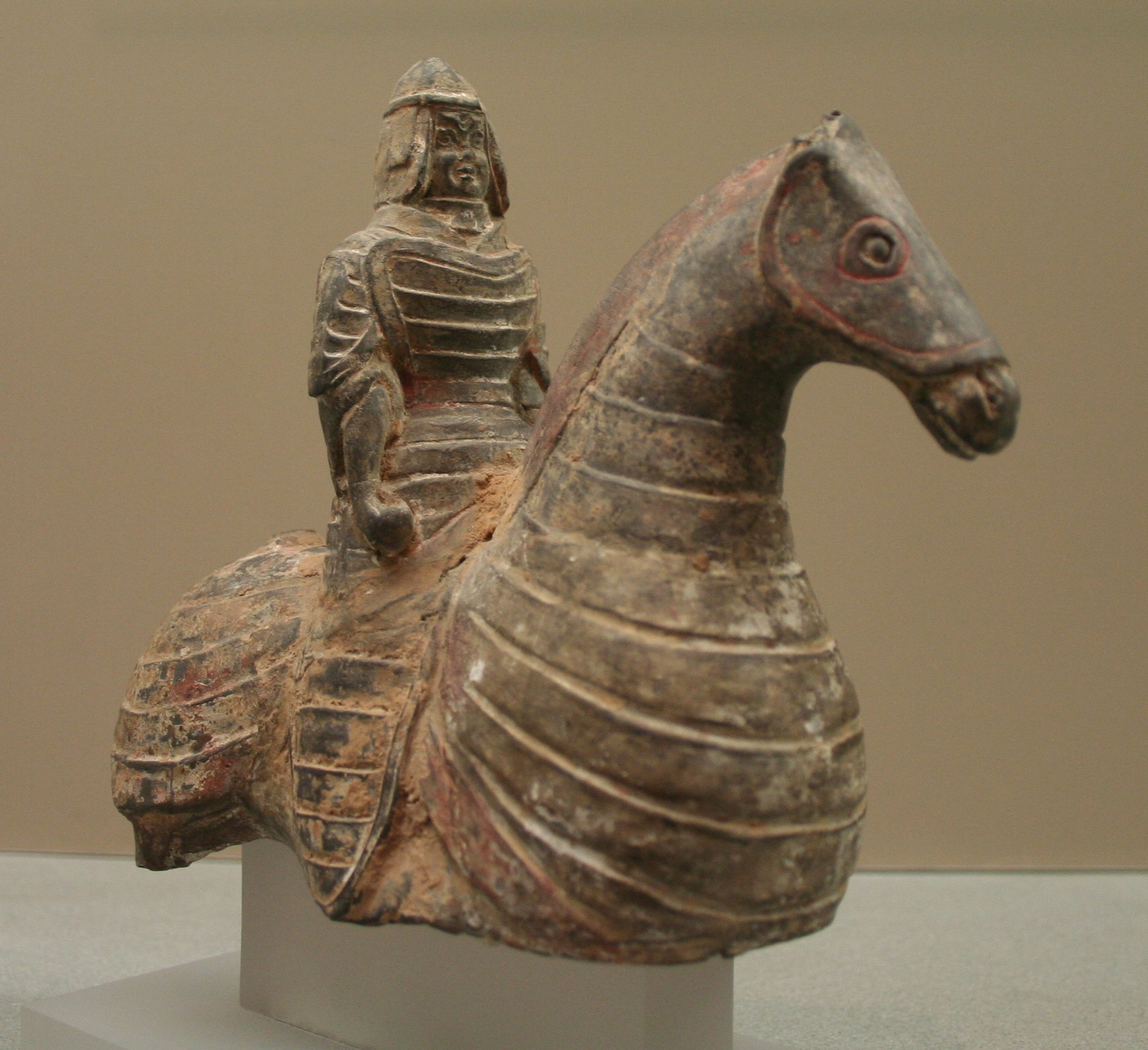
Chevalier sur monture caparaçonnée (Jiaqi Juzhuang Yong), Dynastie Wei du Nord, exposé au musée Cernuschi
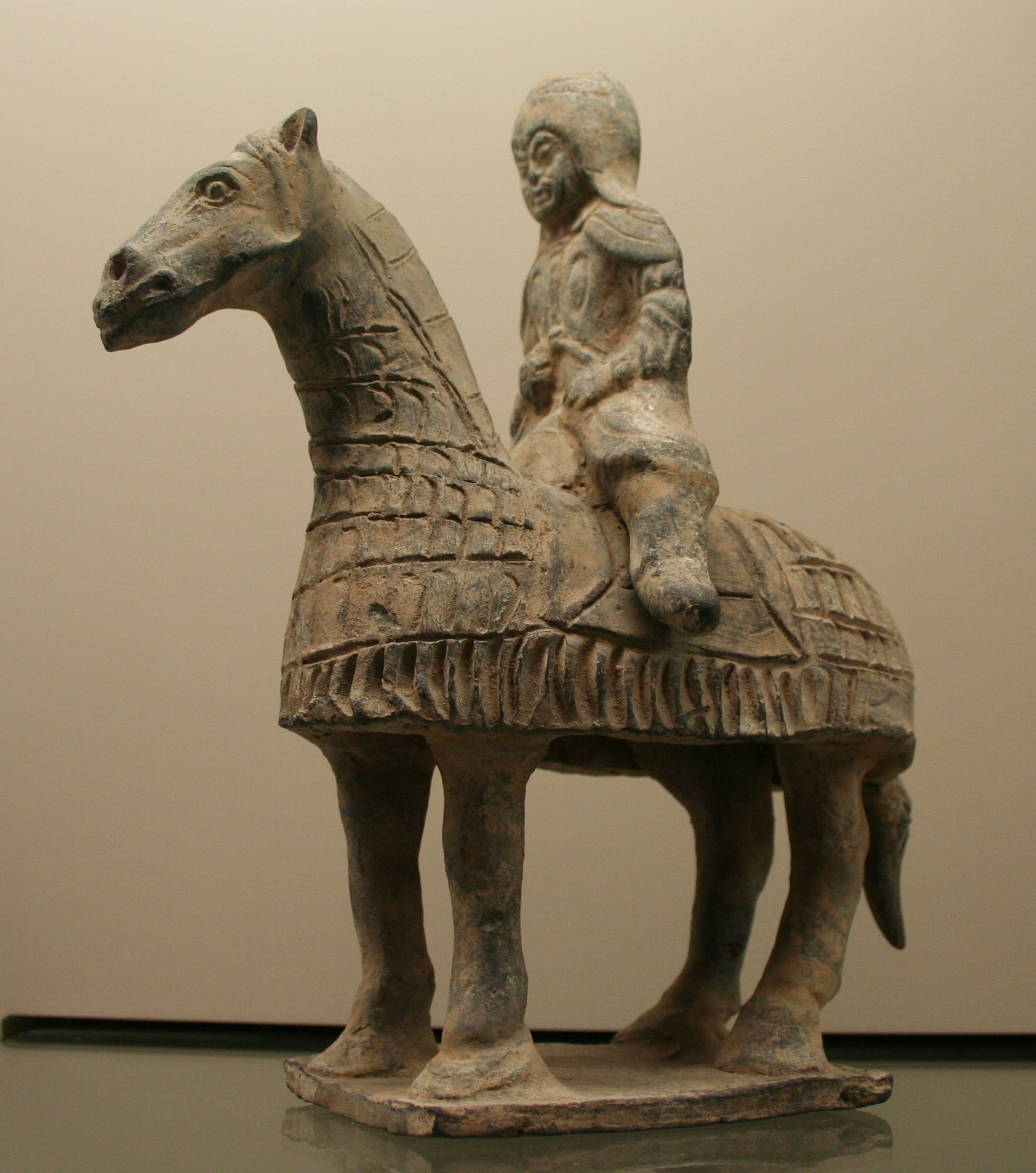
Musée Cernuschi
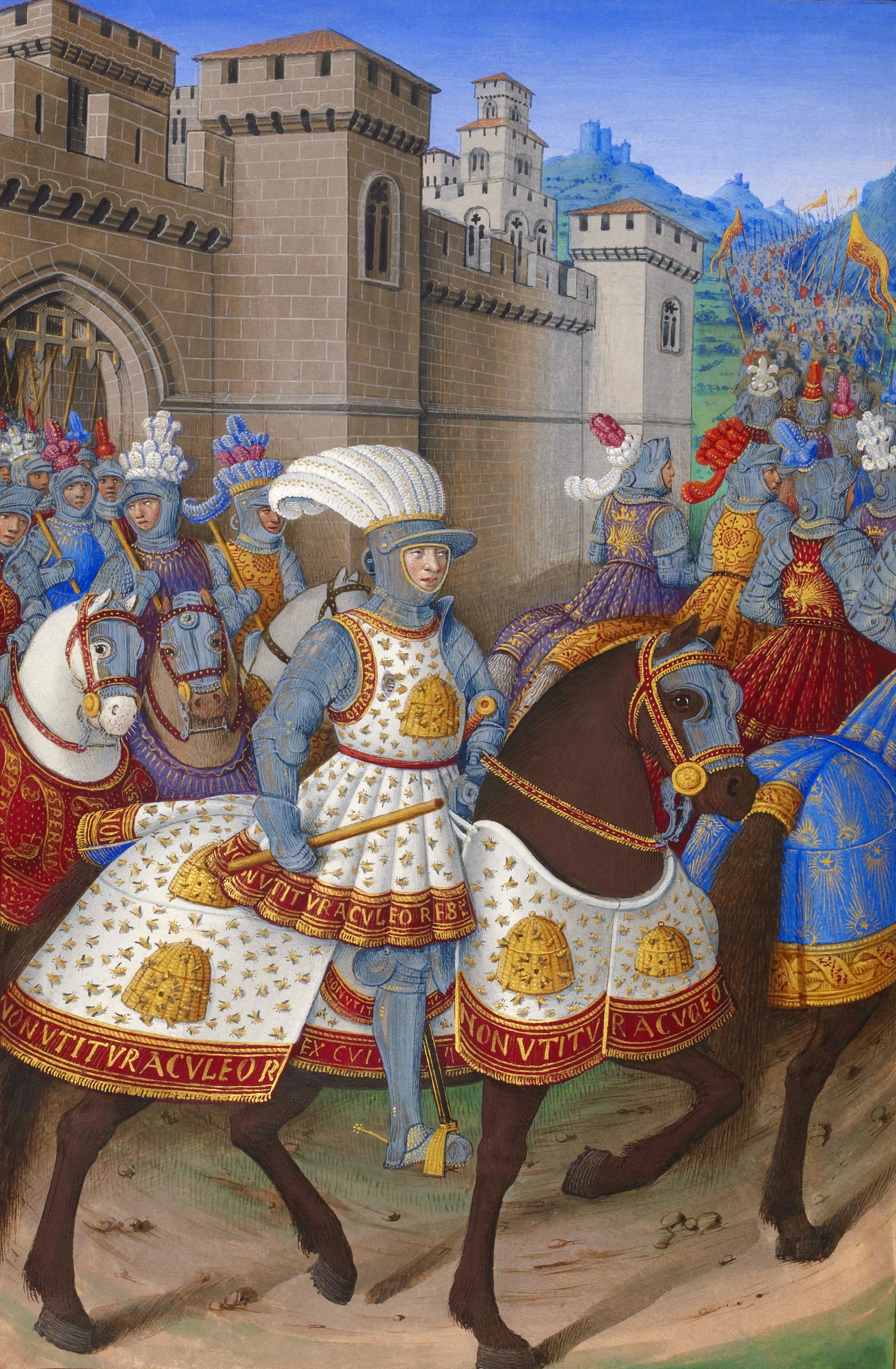
Caparaçon du cheval de Louis XII orné de ruches et d'abeilles
Chevalier médiéval sur monture caparaçonnée

### Corrida

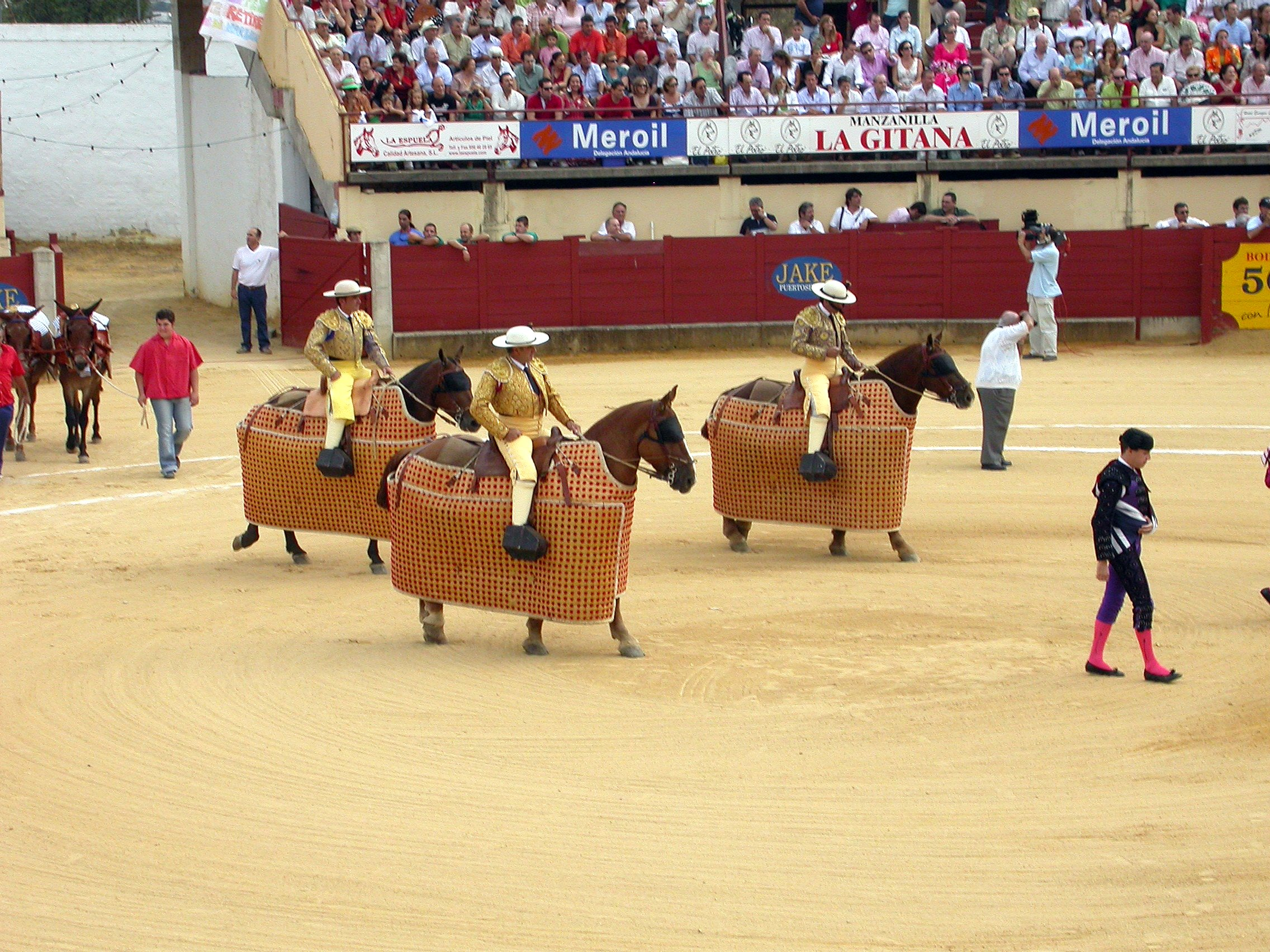
Trois picadors sur chevaux caparaçonnés, suivis du train d'arrastre lors du paseo

Dans le monde de la tauromachie, le caparaçon porte le nom de peto lorsqu'il est employé pour protéger le cheval du picador. Il existait en France dès la fin du XIXe siècle sous la forme « d'un tablier de cuir épais garni de fer du côté droit, celui par où doit être forcé le toro ; cette garniture du caparaçon est généralement composée d'une série de lames de métal cousues côte à côte entre deux épaisseurs du cuir du tablier. Celui-ci entoure complètement le corps du cheval, passe même entre les jambes, devant le poitrail, et n'est percé que de deux petits trous ronds ménagés à l'endroit où doit se donner le coup d'éperon. »
Ce caparaçon ne donnait pas satisfaction. Aussi, dans les années 1924-1925, deux nîmois, Jacques Heyral qui était fournisseur de chevaux, et son ami Sudre qui fabriquait des épaulettes, eurent l'idée de matelasser le simple plastron existant en interposant de la bourre à épaulettes entre les deux feuillets et en ajoutant de la ouate. Ils firent l'essai en frappant violemment le cheval recouvert de leur caparaçon, avec une pique. L'animal n'avait pas été blessé, l'essai était concluant.
Pour convaincre les picadors d'utiliser ce modèle, les deux français envoyèrent un exemplaire au duc de Veragua qui était président des éleveurs espagnols. D'autres essais eurent lieu à Nîmes le 25 avril 1926 dans les arènes contre six toros d'Estebán Hernández. Le caparaçon se révéla satisfaisant pour le cheval, mais les picadors espagnols réclamèrent une modification de la pique pour qu'elle soit plus forte contre ce peto français qui, d'après eux, avantageait le taureau.
Le général Primo de Rivera, alors ministre du roi Alphonse XIII, intervint dans une lettre publiée dans la presse, où il déclarait notamment qu'il fallait étudier la manière de diminuer le nombre de chevaux sacrifiés « sans amoindrir l'attrait de la belle et classique fiesta. » L'essai des caparaçons fut fait lors d'une novillada le 6 mars 1927 dans l'ancienne plaza de Madrid. Dix modèles étaient en compétition. Le modèle choisi fut celui de Don Estebán Arteaga. Ce caparaçon était d'une taille et d'un poids comparables à ceux des « blindages » et formait un mur contre lequel le toro bravo s'épuisait. Le caparaçon rendu obligatoire en Espagne par décret du 7 mars 1928 avait pour but de faire cesser les étripages de chevaux sacrifiés par des picadors incompétents qui n'avaient plus la science ni la force de leurs prédécesseurs pour préserver leur cheval.
Après la Première Guerre mondiale, le Jacques Heyral perfectionna le caparaçon en en faisant une sorte de « robe » couvrant tout le flanc du cheval, aujourd'hui complétée par les « manguitos », sortes de « manchons » protégeant les jambes. De plus, la matière utilisée devient un feutre recouvert de cuir, beaucoup plus résistant que le cuir utilisé à l’origine. Aujourd’hui, certains caparaçons sont en fibre kevlar, matériau dont on fait les gilets pare-balles. Depuis l'utilisation du caparaçon, la blessure et a fortiori la mort du cheval sont devenues exceptionnelles.

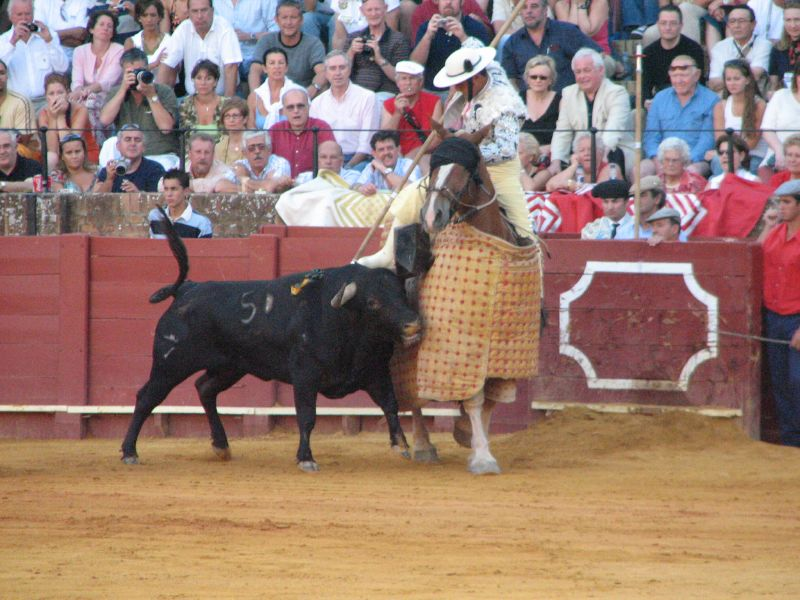
Caparaçon protégeant la monture du picador de la charge du taureau arènes Real Maestranza de Séville)
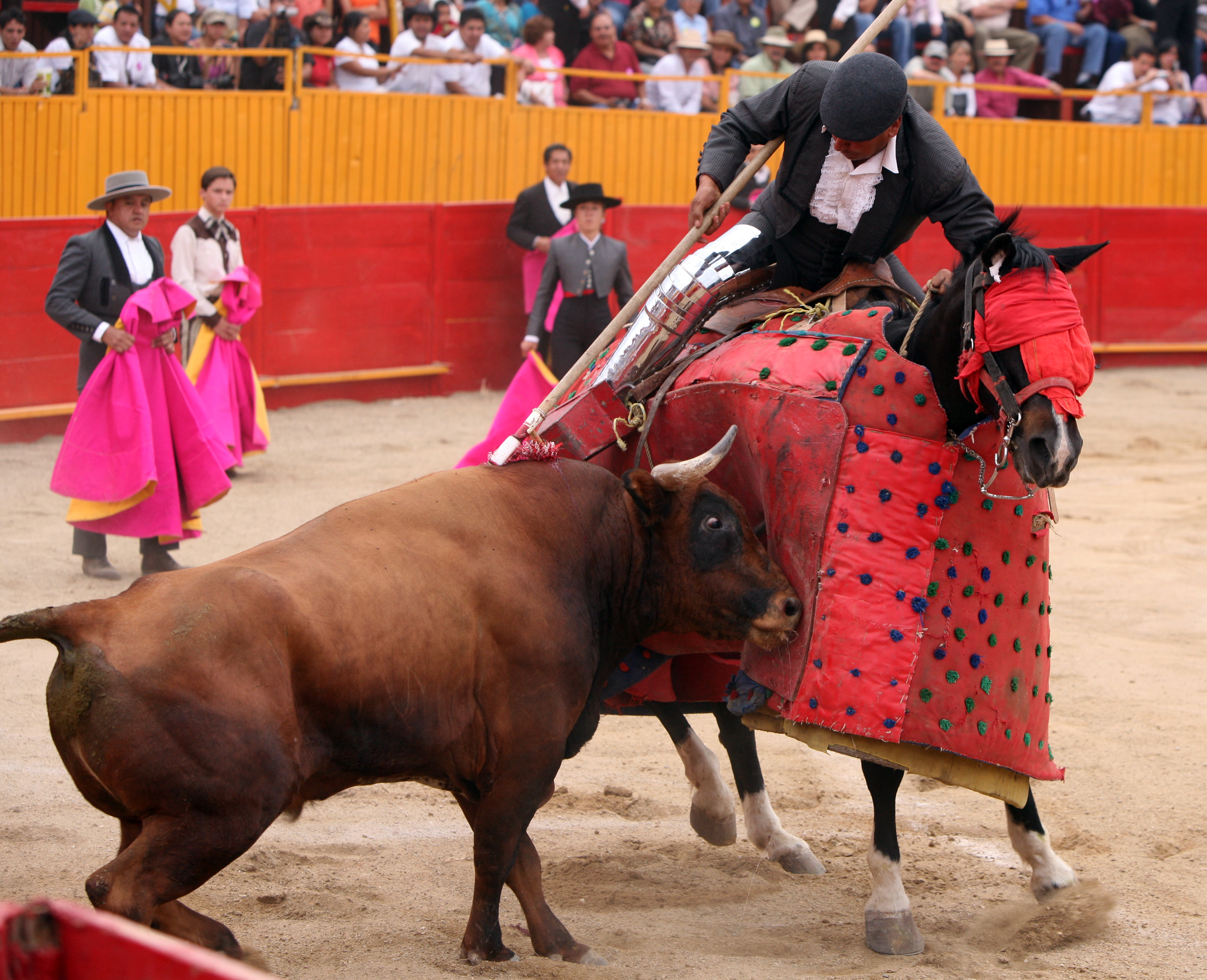
Picador en mai 2010 au Mexique
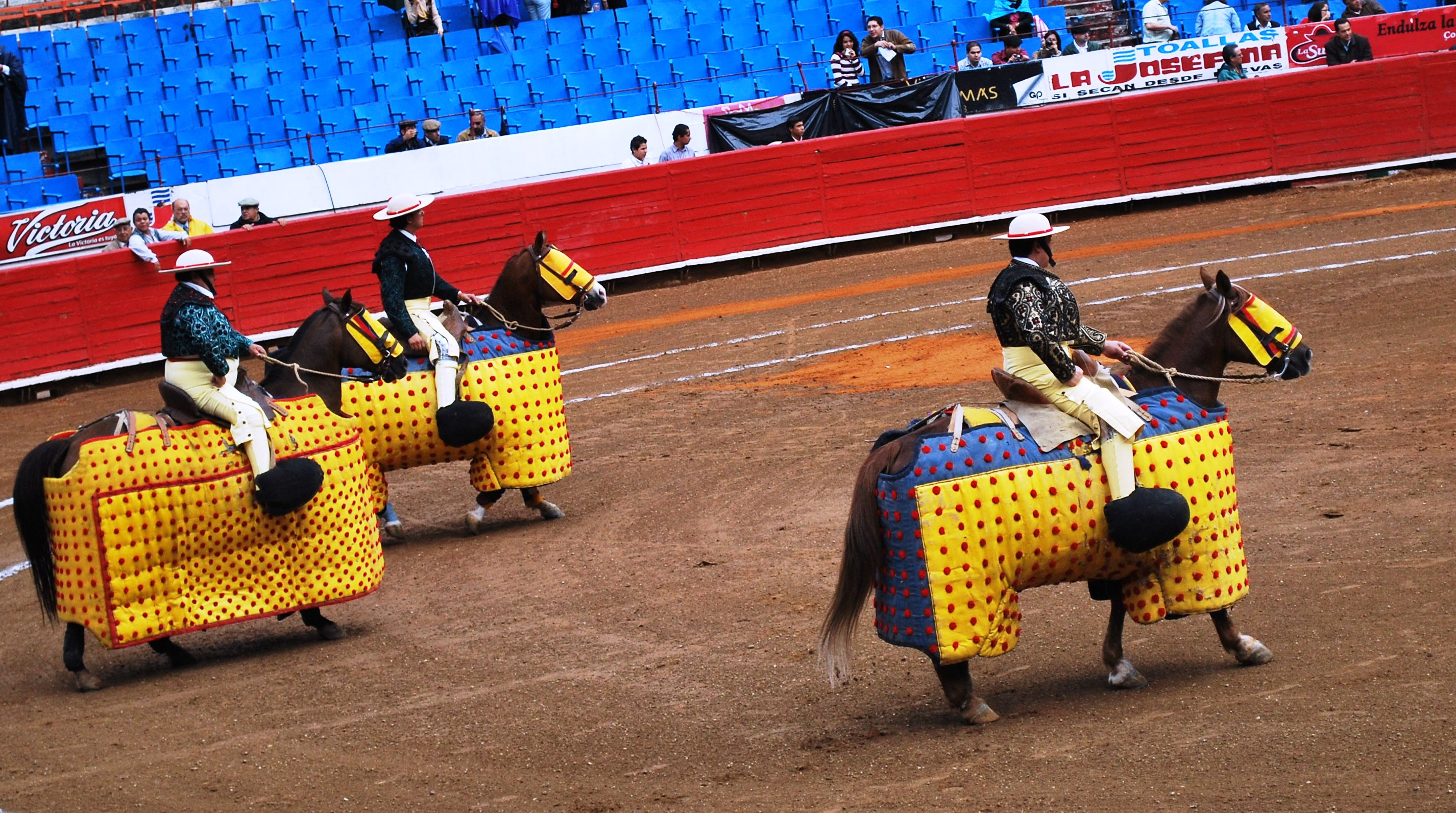
Trois picadors en juin 2009 à Mexico